# Alexis Ayala
David Alexis Ayala Padró (São Francisco, 9 de agosto de 1965) é um ator norte-americano naturalizado mexicano.

## Biografia
Alexis Ayala estreou como ator com 22 anos de idade com o filme "En perigo de morte" e depois de concluir os seus estudos no (CEA) Centro de Educação Artística da Televisa três anos mais tarde, obteve um pequeno papel em "Mi pequeña Soledad", com Verónica Castro. Em 1992, ele apareceu na telenovela "Baila conmigo", onde conheceu a atriz Karla Álvarez, com quem ele viria a casar. No ano seguinte, obteve um papel mais importante na telenovela "Los parientes pobres" uma telenovela estrelada pela cantora e atriz Lucero.
Ambos os atores tinham partilhado cenas da telenovela "Cuando llega el amor". Em 1999 ele obteve seu primeiro papel como protagonista  na telenovela Tres mujeres, atuando com Erika Buenfil, e com o colega ator e amigo Sergio Mayer ele produziu o espetáculo "Solo para Mujeres" no quel Mayer e outras celebridades que desempenham um strip-tease. O show foi um enorme sucesso e, apesar da oposição local, a partir de grupos Católicos, eles saíram em turnê por todo México. O show foi apresentado em outros países da América Latina e nos Estados Unidos. Embora ele não faça mais parte do elenco sempre há mudanças, a partir de 2005, ele continuou a sendo o produtor do show.

## Carreira

### Telenovelas
- Lalola (2024) - Claudio Aguirre[1]
- La Historia de Juana (2024) - Rogelio Fuenmayor
- Senda prohibida (2023) - Advogado
- Pienso en ti (2023) - Federico Pérez González
- Vencer la ausencia (2022) - Braulio Dueñas
- Si nos dejan (2021-2022) - Sergio Carranza
- Quererlo todo (2020-2021) - Artemio Cabrera
- Amar a muerte (2018-2019) - León Gustavo Carvajal Torres
- Hijas de la luna (2018) - Darío Iriarte
- Mujeres de negro (2016) - Julio Zamora Aldama
- Corazón que miente (2016) - Padre Daniel Ferrer Bilbatúa
- La sombra del pasado (2014-2015) - Severiano Mendoza
- Lo que la vida me robó (2013-2014) - Ezequiel Basurto
- Abismo de pasión (2012) - Edmundo Tovar
- Llena de amor (2010-2011) - Lorenzo Porta-López
- Juro que te amo (2008-2009) - Justino Fregoso
- Yo amo a Juan Querendón (2007-2008) - César Luis Farell Carballo / Sandro Arenas
- Barrera de amor (2005-2006) - Federico Gómez Valladolid
- Contra viento y marea (2005) - Ricardo Sandoval
- Amarte es mi pecado (2004) - Leonardo Muñoz de Santiago
- Así son ellas (2002-2003) - Diego Montejo
- Atrévete a olvidarme (2001) - Manuel Soto
- Carita de ángel (2000-2001) - Leonardo Larios
- Cuento de Navidad (1999-2000) - Amigo del trabajo de Jaime
- Tres mujeres (1999-2000) - Daniel Subiri Sánchez
- Huracán (1997-1998) - Raymundo Villarreal
- Confidente de secundaria (1996) - Quico Rosales
- Agujetas de color de rosa (1994-1995) - Julián Ledezma
- Los parientes pobres (1993) - Bernardo Ávila
- Baila conmigo (1992) - Tomás de la Reguera
- La pícara soñadora (1991) - Carlos Pérez
- Cadenas de amargura (1991) - Víctor Medina Blanco
- En carne propia (1990-1991) - Alejandro Tamaris
- Mi pequeña Soledad (1990) - Jorge "Coque" Abascal
- Cuando llega el amor (1989-1990) - Nico

### Filmes
- 2008 Divina confusion
- 2007 Mejor es que Gabriela no se muera
- 2005La última noche
- 2004 Cero y van cuatro como Jorge Villalobos
- 2003 Fantasías como Antonio
- 2003 Esclavo y amo como Benjamín Solero
- 2000 Drogadicto
- 2000 Texana cien X #5
- 1987 En peligro de muerte

### Teatro
- 2008 Fuego en la Sangre como Fernando
- 1999 Sólo para Mujeres

## Vida pessoal
Foi casado com a atriz Karla Álvarez e não tiveram filhos. Também teve um relacionamento com a atriz Itatí Cantoral, com a apresentadora da sua peça Luisa Fernanda. Em 2000 começou um relacionamento com a atriz Paty Díaz, que durou até 2005. Em 2006 começou um romance com a atriz Ana Brenda. Este romance durou até 2009.